# Паранормална активност 3
„Паранормална активност 3“ (на английски: Paranormal Activity 3) е американски свръхестествен филм на ужасите от 2011 г.

## Сюжет
Внимание:  Текстът по-долу разкрива сюжета на произведението (или части от него)!
Действието се развива през 1988 г. Малките Кейти и Кристи живеят в Санта Роза заедно с майка си Джули и нейният приятел Денис. Тогава за пръв път се появява демонът Тоби. Разтревожен, Денис поставя камети из къщата.

## Актьорски състав
- Крис Смит – Денис
- Лорън Битнър – Джули
- Хлой Ксенджъри – Кейти
- Джесика Тайлър Браун – Кристи
- Дъстин Инграм – Ранди
- Хейли Фуут – Луис